# Колониал-Бич
Колониал-Бич (англ. Colonial Beach) — город в округе Уэстморленд  в штате Виргиния США. По данным переписи 2020 года, численность населения составляла 3908 человек.

## Население
| 2010 | 2020  |
| ---- | ----- |
| 3542 | ↗3908 |